# تي تي
تي تي (بالإنجليزية: Ty Ty, Georgia)‏ هي مدينة تقع في مقاطعة تيفت، جورجيا بولاية جورجيا في الولايات المتحدة. تبلغ مساحة هذه المدينة 2.1 (كم²)، وترتفع عن سطح البحر 96 م، بلغ عدد سكانها 716 نسمة في عام 2010 حسب إحصاء مكتب تعداد الولايات المتحدة.

## وصلات خارجية
- Cities & Counties - Georgia.gov